# Jędrzejów

Jędrzejóws vapen.

Jędrzejów är en stad i Święty Krzyż vojvodskap i sydöstra Polen. Jędrzejów, som har anor från 600-talet, hade 15 860 invånare år 2013.